# Irina Podjalovskaja
Irina Podjalovskaja (Russisch: Ирина Подъяловская) (Vishenka (Oblast Mogiljov), 19 oktober 1959 – 13 augustus 2024) was een Sovjet atlete, die gespecialiseerd was in de middellange afstand.

## Loopbaan
In 1983 won Podjalovskaja op de Universiade in het Canadese Edmonton de 800 m. Met een tijd van 1.59,29 versloeg ze de Amerikaanse Robin Campbell (1.59,81) en de Roemeense Doina Melinte (1.59,93).
In 1984 won Podjalovskaja een gouden medaille op de Vriendschapsspelen in Moskou. Met een tijd van 1.57,31 versloeg de Tsjechische Zuzana Moravcíková (zilver) en haar landgenote Nadezjda Olizarenko (brons). Met haar teamgenotes Nadezjda Olizarenko, Ljoebov Goerina en Ljoedmila Borisova verbeterde ze op 5 augustus 1984 het wereldrecord op de zelden gelopen 4 × 800 m estafette naar 7.50,17.
Podjalovskaja overleed op 13 augustus 2024 op 64-jarige leeftijd.

## Titels
- Sovjetkampioene 800 m - 1983

## Persoonlijke records
Outdoor
| Onderdeel | Prestatie | Datum        | Plaats  |
| --------- | --------- | ------------ | ------- |
| 400 m     | 51,67     | 20 juli 1984 | Moskou  |
| 800 m     | 1.55,69   | 22 juni 1984 | Kiev    |
| 1500 m    | 4.17,36   | 30 mei 1987  | Livorno |

Indoor
| Onderdeel | Prestatie | Datum            | Plaats |
| --------- | --------- | ---------------- | ------ |
| 800 m     | 2.01,40   | 18 februari 1984 | Moskou |

## Palmares

### 800 m
- 1983:  Sovjet-kamp. - 1.58,66
- 1983:  Universiade - 1.59,29
- 1984:  Vriendschapsspelen - 1.57,31